# Horné Obdokovce
Horné Obdokovce és un poble i municipi d'Eslovàquia que es troba a la regió de Nitra, al sud-oest del país.
La primera menció escrita de la vila es remunta al 1283.

## Demografia
| Godina             | 1994 | 2004   | 2014   | 2024   |
| ------------------ | ---- | ------ | ------ | ------ |
| Nombre de persones | 1634 | 1647   | 1522   | 1452   |
| Diferència         |      | +0,79% | −7,58% | −4,59% |

| Godina             | 2023 | 2024   |
| ------------------ | ---- | ------ |
| Nombre de persones | 1459 | 1452   |
| Diferència         |      | −0,47% |